# Volpara
Volpara (Vulpèra in dialetto oltrepadano) è un comune italiano di 126 abitanti della provincia di Pavia in Lombardia. Si trova nell'alta collina dell'Oltrepò Pavese, nella valle del torrente Versa.

## Storia
Volpara apparteneva probabilmente attorno al 1000 al conte di Piacenza Lanfranco, passando quindi al suo genero Uberto, conte di Pombia, cui nel 1014 fu tolto dall'imperatore Enrico II per la sua adesione alla ribellione di Arduino d'Ivrea. Compare poi nel 1250 nell'elenco delle terre del dominio pavese. Appartenne poi al feudo di Montecalvo Versiggia, e con esso passò dai Beccaria di Montebello ai Paolazzi di Sant'Alessio con Vialone e infine ai Belcredi, che lo tennero fino all'abolizione del feudalesimo (1797).

### Simboli
Lo stemma e il gonfalone sono stati concessi con DPR del 13 novembre 2024 e presentati ufficialmente alla popolazione del comune il 17 luglio 2025.
Il grappolo d'uva rappresenta la tradizione vitivinicola del comune rinomato per il suo vino Moscato; una volpe rimanda all'antica denominazione di Prato di Volpe in riferimento alle volpi che popolavano i suoi boschi.
Il gonfalone è un drappo partito di bianco e di azzurro.

## Monumenti e luoghi di interesse
- Castello di Volpara
- Chiesa dei Santi Cosma e Damiano (Volpara)

## Società

### Evoluzione demografica
Abitanti censiti

## Amministrazione

### Comunità montane
Fa parte della fascia montana della Comunità Montana Oltrepò Pavese.